# フェアリー (ニュージーランド)
フェアリー（英: Fairlie）は、ニュージーランドの南島のカンタベリー地方南部にある小さな田舎町で、クライストチャーチから約184キロメートル内陸に位置する。テカポ湖からの距離は48キロメートルとなる。町の人口は、2006年において717人であった。

## 歴史
フェアリーは、一般にマッケンジー盆地 (Mackenzie Basin) への入口として知られる。当初は、フェアリーズ・クリーク (Fairlie's Creek) と呼ばれ、それはおそらくスコットランドにおけるフェアリー (Fairlie) の初期の入植者を想い起こさせたことにより名付けられた。
1884年から1968年にかけて、町にはフェアリー支線 (Fairlie Branch) 鉄道が通っていたが、1934年には、この支線は実質的にフェアリーを1キロメートル越えたエヴァスリー (Eversley) で打ち切られた。

## 経済
クライストチャーチとクイーンズタウン間の観光主要道路の途中にあることから、観光が急速に町周辺においての主要産業になりつつある。